# Domingo Álvarez Febles
Domingo Jesús Álvarez Febles (Santa Cruz de Tenerife, Canarias; 21 de junio de 1964-Santa Cruz de Tenerife, 27 de abril de 2025) fue un periodista español.

## Biografía
Tras realizar un curso de formación, trabajó en la redacción de Deportes de Radio Juventud de Canarias (1980-1981), desde donde retransmitió partidos de fútbol, baloncesto y balonmano. Posteriormente, se hizo cargo de la sección de balonmano y de hockey sobre patines, en la redacción de deportes del periódico Jornada deportiva (1981) y, seguidamente —tras la fusión de Radio Juventud de Canarias con Radiocadena Española (RCE) en 1982—, fue el jefe del departamento de deportes.
Desde 1982 hasta 1988 narró los encuentros de fútbol de Primera División que disputó la Unión Deportiva Las Palmas.
En 1986 se integró en el equipo nacional de redactores de Radiocadena Española para el seguimiento del Campeonato Mundial de Baloncesto de 1986, y fue el enviado especial para narrar los encuentros de preparación disputados por la selección española.
En 1988 llegó a TVE Canarias (TVEC), para presentar el bloque deportivo del informativo TeleCanarias 2.ª edición, compatibilizándolo con la radio hasta 2007. 
Durante 1989 preparó la información de los partidos de Primera División disputados por el Club Deportivo Tenerife y una sección de entrevistas en el programa Lunes deportivo de TVEC. También realizó el seguimiento para RTVE de todos los partidos que disputó el Club Deportivo Tenerife en Europa.
Tras la fusión de Radiocadena Española y Radio Nacional de España (1989) continuó siendo jefe de deportes y forma parte del equipo de transmisiones internacionales de deportes, y participó en las retransmisiones de seis Juegos Olímpicos de Verano: Barcelona (1992), Atlanta (1996), Sídney (2000), Atenas (2004), Pekín (2008) y Londres (2012); siete Copas Mundiales de Baloncesto: España (1986), Argentina (1990), Grecia (1998), Estados Unidos (2002), Japón (2006); Turquía (2010), España (2014); ocho EuroBasket: Yugoslavia (1989), Grecia (1995), Turquía (2001), Suecia (2003), Serbia y Montenegro (2005), España (2007), Polonia (2009) y Lituania (2011); tres Copas Mundiales de Fútbol: EE. UU. (1994), Francia (1998) y Japón y Corea (2002) y dos Juegos Mediterráneos: Francia (1993) y España (2005).
En 1996 presentó el programa Estadio 7 y ocasionalmente el programa deportivo Marcador Canario de TVEC y colaboró en los programas Estudio estadio y Grada Cero.
En la Nochevieja de 2004 presentó las campanadas de fin de año con Leire González en TVE Canarias.
Fue nombrado director de Radio Nacional de España en Canarias (1/1/2009-08/2012), y director de Radiotelevisión Española en Canarias (7/8/2014-30/4/2022).
Falleció de manera repentina debido a un cáncer de colon el 27 de abril de 2025 a los sesenta años de edad. Los meses anteriores a su fallecimiento era jefe de la redacción de Deportes en fin de semana de RNE Canarias.

## Premios y distinciones
- Premio a la Mejor Labor Radiofónica concedidos por la Federación Tinerfeña de Fútbol y por la Asociación de la Prensa Deportiva.
- Premio nacional Juego Limpio por el programa los Desayunos del Mencey realizados por Radio Nacional de España.
- Premio Isla, otorgado por el periódico La Opinión de Tenerife (septiembre de 2004), por su proyección radiofónica.
- Insignia de Oro y Brillante de la Federación Tinerfeña de Baloncesto (septiembre de 2008) por su trayectoria profesional.[1]